# 貓隻領域護理計劃
貓隻領域護理計劃（英語：Cat Colony Care Programme），簡稱CCCP，是香港愛護動物協會以人道方式管理流浪貓隻數目的計劃，於2000年8月展開，以「捕捉、絕育、釋放」為理念，改善流浪貓的生活和健康，繼而逐漸減少香港流浪貓隻的數目。此計劃的經費來源主要來自公眾捐款，2002年成為香港首個獲得政府認可和支持的流浪動物絕育計劃。

## 背景

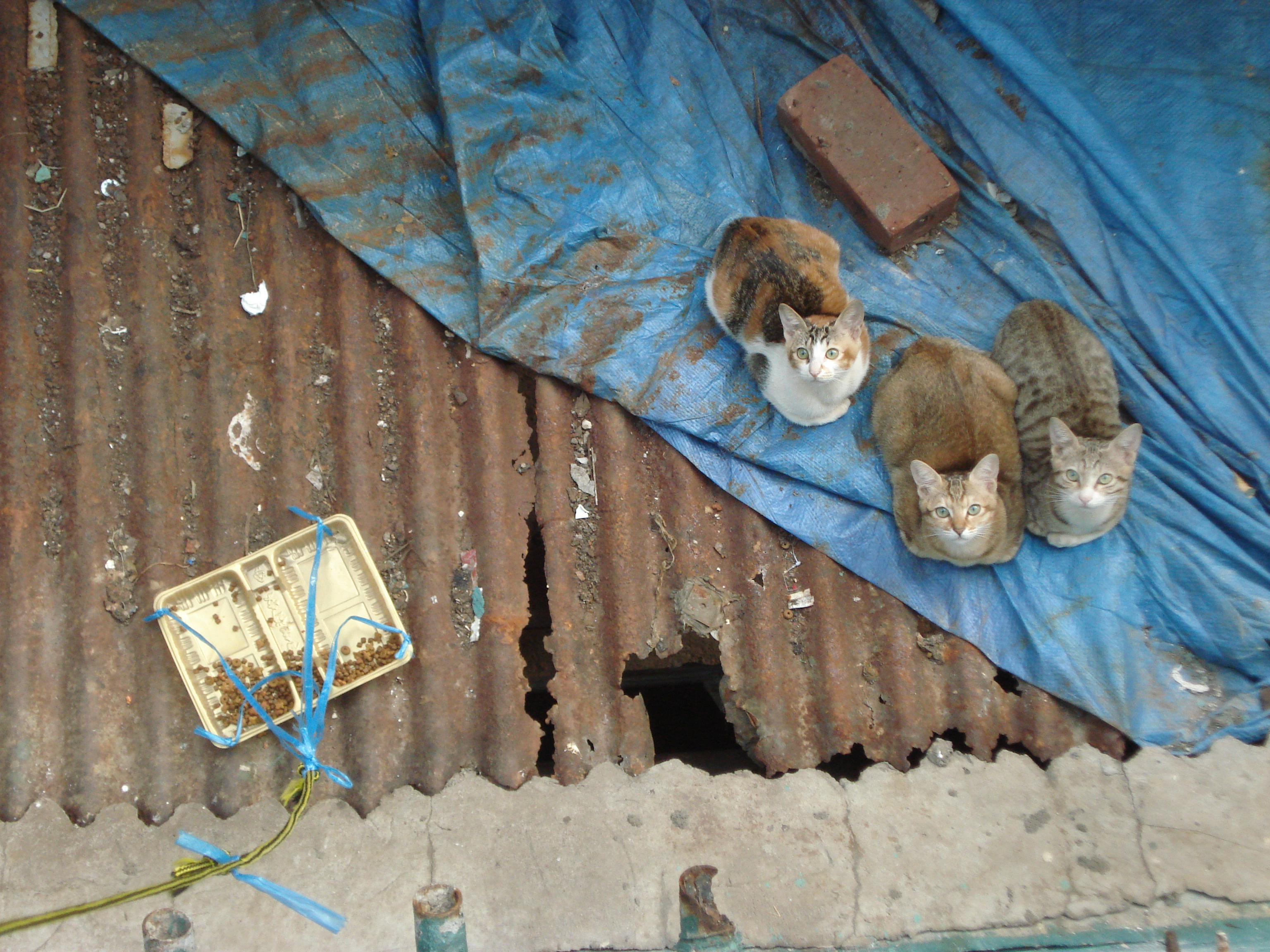
流浪貓的生活環境

香港的流浪貓以家貓為主，因迷失、放養、遺棄等因素脫離了人類的飼養，在公共空間獨自生活，且不斷繁殖，導致流浪貓隻數目增加，在缺乏照顧下，生命受到疾病、獵食者、交通意外等威脅，而貓隻的排泄物、打架和發情期的叫聲，對社區造成滋擾。漁農自然護理署 （漁護署）向來只以人道毀滅方式處理捕獲的流浪貓，一方面被認為是不人道，另一方面社區內的流浪貓被移除後，周邊區域的流浪貓會透過遷移和繁殖，填補空缺，無助控制流浪貓隻數量。1990年代後期，香港愛護動物協會進行「捕捉、絕育、放回」的可行性研究，其後於2000年8月展開「貓隻領域護理計劃」，目標是以人道方式使到固定區域內的流浪貓停止繁殖，逐漸減少流浪貓的數量，以及降低人道毀滅率。

## 計劃簡介
據動物學家研究指出，貓是具有領域性的動物，每隻貓的領域範圍大約在半徑五百公尺之內，不會隨意離開其領域範圍，「貓隻領域護理計劃」由香港愛護動物協會監控及統籌，自2000年展開以來約有超過一千個領域點，遍佈全香港，包括民居範圍、校園、大型主題公園等，此計劃由一名全職負責人和一名行政人員負責統籌計劃，協會督察則提供支援，計劃團隊的主要工作包括跟進查詢及投訴個案、處理貓隻絕育事宜、與義工會面及進行實地考察、參與各種持分者的會議、教育及宣傳等，運作經費主要來自公眾的捐款。

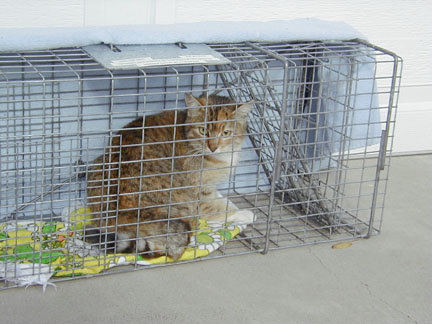
人道捕貓器

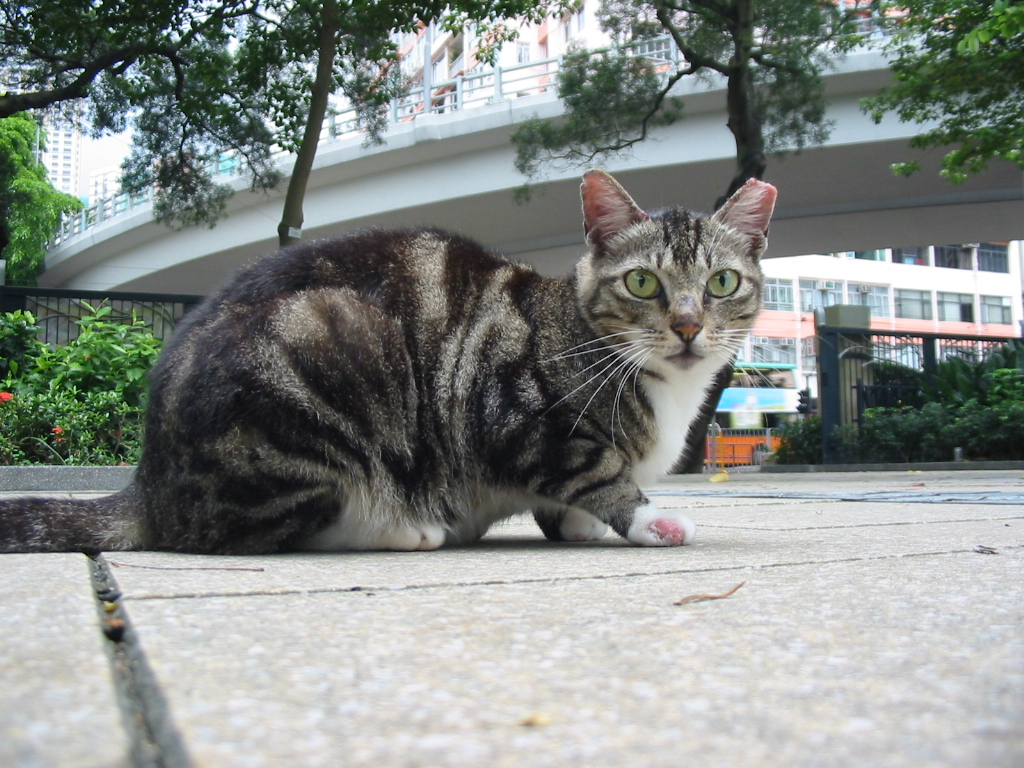
已完成絕育手術的流浪貓

### 義工護理員
此計劃於2000年開始招募市民申請成為義工（坊間稱為「貓義工」），申請者需提供申請地點、街道名稱及領域狀況等資料，計劃團隊會與申請者會面，一方面了解申請者是否適合擔任義工護理員，另一方面解答申請人對於參加此計劃的各種疑問，同時亦會到申請地點進行實地視察，評估有關地點是否適合進行此計劃，如有關地點位於私人地方，則必須獲得管業處的同意才可以進行此計劃，申請者通過審核後，可獲發義工證核實身份，負責照顧特定區域的流浪貓，並定期滙報區內流浪貓的情況，義工需自行承擔購買貓糧、物資、車資及動物醫療等費用。

### 捕捉
義工護理員若發現尚未絕育的貓隻，便會進行部署，在擬定捕貓日期後聯絡香港愛護動物協會動物福利絕育中心，預留絕育名額，亦可向香港愛護動物協會借用特製的人道捕貓器，捕捉有關的貓隻，然後帶到香港愛護動物協會進行絕育手術，捕貓行動多在晚上進行，有時需要通宵守候。

### 絕育
香港愛護動物協會為此計劃設立了一個絕育診所，由當值獸醫和獸醫助理為參加此計劃的貓隻免費進行絕育手術，同時也為有關貓隻進行健康檢查和預防性藥物治療，包括杜蟲、預防注射、杜耳蟎、杜蚤治療及植入載有義工聯絡資料的晶片等，若發現貓隻嚴重受傷或病重，會安排安樂死，以減輕貓隻的痛苦。此外，獸醫為貓隻絕育後，會在麻醉藥力消退前剪掉貓隻的耳朵一小角作識別（公貓剪左耳；母貓剪右耳），大眾憑肉眼觀察貓隻的耳朵，即可分辨出貓隻是否已經接受絕育手術，避免貓隻遭到不必要的重覆捕捉及手術。

### 放回
貓隻完成絕育手術後，由所屬的義工護理員領回，年幼或性格友善的成年貓隻會被安排領養，其餘不適合家庭生活的貓隻，將送返其原本居住的地點，由義工每天提供貓糧和清水，直到貓隻自然終老，若發現貓隻患病，義工會將有關貓隻從領域中帶走，提供適當的治療，防止疾病在貓群中傳播。

## 計劃成效
「貓隻領域護理計劃」自2000年展開至今，為超過七萬隻流浪貓進行絕育手術，當中大部份貓隻會放回其原居地繼續生活，根據2015年的進行的「流浪貓網上問卷調查」，85%的受訪者表示支持在其居住地區以「捕捉、絕育、放回」方式管理流浪貓隻數目。下表列出2000年至2013年被人道毀滅的貓隻數目及絕育貓隻數目，其中2010年透過「貓隻領域護理計劃」絕育的貓隻數目首次多於被漁護署或香港愛護動物協會人道毀滅的貓隻數目，此後被人道毀滅的貓隻數目呈現下降趨勢。
| 2000年至2013年被漁護署或香港愛護動物協會人道毀滅的貓隻數目 |
|                                                            |

| 2000年至2013年透過「貓隻領域護理計劃」絕育的貓隻數目 |
|                                                      |

此計劃於2002年開始獲得香港政府認可，漁護署若捕貓已經剪去耳角的貓隻，便會掃描貓隻身上的晶片，若證實屬於「貓隻領域護理計劃」下的絕育貓隻，會透過香港愛護動物協會通知有關的義工護理員領回貓隻並送返原居地，漁護署其後於2012年改變政策，要求領貓者繳付港幣11元的「動物羈留所費用」，若四天內無人認領，便會將貓隻人道毀滅，有關注動物權益人士認為此政策被指等同於綁架勒索，反映出漁護署制度僵化。

## 外部連結
- 香港愛護動物協會 - 貓隻領域護理計劃（页面存档备份，存于）

### 書籍文獻
- 二犬十一咪. . 香港: 三聯書店(香港)有限公司. 2013-10-01: 238－239. ISBN 9789620433696 （v）.
- 香港中文大學新亞書院.  (PDF). 香港: 香港中文大學新亞書院. 2014-10-15: 37－40  [2020-08-10]. （原始内容存档 (PDF)于2020-08-10） （中文）.

### 註腳列表
1. ↑  . 蘋果日報. 2011-06-19: A17  [2020-08-06]. （原始内容存档于2020-08-06） （中文）.
2. ↑  . 太陽報. 2015-12-09  [2020-08-07]. （原始内容存档于2020-08-07） （中文）.
3. ↑  . 東周網. 2017-12-03  [2020-08-05]. （原始内容存档于2018-08-21） （中文）.
4. ↑  冼嘉雯、陳巧瑩. . 香港樹仁大學新聞與傳播系. 2009-03  [2020-08-09]. （原始内容存档于2020-08-09） （中文）.
5. ↑  . 人間福報. 2011-05-07  [2020-08-11]. （原始内容存档于2020-08-11） （中文）.
6. ↑  . 香港01. 2016-11-23  [2020-08-11]. （原始内容存档于2020-08-11） （中文）.
7. ↑  . 香港01. 2016-12-02  [2020-08-11]. （原始内容存档于2020-08-11） （中文）.
8. ↑  . 熱血時報. 2015-02-13  [2020-08-08]. （原始内容存档于2019-10-23） （中文）.
9. ↑  . 熱血時報. 2017-04-11  [2020-08-09]. （原始内容存档于2018-03-04） （中文）.
10. ↑  . 東周網. 2015-11-21  [2020-08-08]. （原始内容存档于2017-06-20） （中文）.
11. ↑  . 熱血時報. 2014-01-24  [2020-08-09]. （原始内容存档于2016-03-28） （中文）.
12. ↑  . 蘋果日報. 2013-01-02  [2020-08-06]. （原始内容存档于2020-08-06） （中文）.
13. ↑  . 蘋果日報. 2012-09-30  [2020-08-06]. （原始内容存档于2020-08-06） （中文）.
14. ↑  吳靄儀. . 蘋果日報. 2002-04-02  [2020-08-06]. （原始内容存档于2020-08-08） （中文）.
15. ↑  . 明報. 2015-08-28  [2020-08-06]. （原始内容存档于2020-08-06） （中文）.
16. ↑  . 香港拯救貓狗協會.   [2020-08-09]. （原始内容存档于2018-03-24） （中文）.
17. ↑  . 東周網. 2012-12-15  [2020-08-12]. （原始内容存档于2020-08-12） （中文）.
18. ↑  . 香港01. 2018-07-27  [2020-08-12]. （原始内容存档于2020-08-12） （中文）.